# 道教戒律
道教戒律，為用以約束道士行為，以防止違反教規的警戒條文。戒也作「誡」，有勸戒、教戒、戒惡之義，律指條規、律令。戒律係借神明的名義約束教徒，作為教徒遵守的思想與行為準則。道教認為學道不受戒則無緣得上仙。將奉戒行善看作成仙得道的路徑。

## 歷史
早期道教有所謂「天誡」或「道誡」，如《太平經》：「唯原省念所言，思見天誡，以成其身，不使陷危」，而有「虛无無為自然圖道畢成誡」，「貪財色災及胞中誡」等教誡；《老子想爾注》中有「道貫中和，當中和行之；志意不可盈溢，違道誡」。《想爾注》文無「道誡」具體內容，然《道藏》《太上老君經律》中列有「道德尊經想爾戒」（想爾九誡）。
南北朝時期，道教產生正式的戒條，如道民三戒，錄生五戒，祭酒八戒，想爾九戒，智慧上品十戒，老君戒百八十條，又有「律文」多論犯罪刑罰之規章，如女青鬼律。道教戒律部份源自儒家的綱常禮教和佛教戒律。
唐代道士張萬福作《傳授三洞經誡法籙略說》，書中記載三歸戒（初起心入道受）、五戒（令除五欲、出五濁、修五德）、八戒（持八事以契入神）、無上十戒（在俗男女所受，斷十惡行十善）、初真戒，以及各派道士所受戒等等。
全真教道士丘處機公開傳戒，創立「十方叢林」。明代《正統道藏》收有王重陽《重陽立教十五論》，內容多與全真道規戒有關。元末明初陸道和所編《全真清規》，是對於全真出家道士在叢林宮觀的生活規範。明代永樂年間第四十三代天師張宇初撰《道門十規》，闡述道教的淵源流派、行持規矩和宮觀應有之規。
傳說清初全真龍門派道士王常月於北京白雲觀傳初真戒（三皈依，積功歸根五戒，虛皇天尊初真十戒文）、中極戒（重編自《上清洞真智慧觀身大戒文》）、天仙大戒（出自鸞書《三壇圓滿天仙大戒略說》），合稱「三壇大戒」。陳柏勳指出出現三壇戒之說是嘉慶年以後的文獻，可能為後人所追述。
道教戒律種類繁多，一般分為上中下三品戒。涉及道教戒律的有關書籍，主要收錄在於《正統道藏》的戒律類。重要的戒律書有：《洞玄靈寶天尊說十戒經》、《要修科儀戒律鈔》、《三洞眾戒文》、《虛皇天尊初真十戒文》、《太上老君經律》、《老君音誦誡經》、《道門十規》，全真派有《全真清規》，善書類有《太微仙君功過格》、《太上感應篇》、《陰騭文》、《警世功過格》、《清規玄妙》等。在《雲笈七籤》、《無上祕要》、《道教義樞》、《道藏輯要》、《道藏精華錄》中亦收錄戒條。
當代道教中，全真教是奉行「三皈、五戒、十戒、女真九戒為基礎的三壇大戒」，正一道各派多以「三皈、九真戒」（出《太上九真妙戒金籙度命拔罪妙經》）傳度授戒。《大明玄教立成齋醮儀範》以九真戒為諸戒之首，特別推崇：「無上洞玄靈寶九真妙戒者，諸戒之首。天人共仰，幽顯咸遵，……仙凡仰之，以為城郭；幽顯資之，以為梯航；靈魂受之，以為法藥。」。

## 分类
各派别中，有共通遵守之戒，也有各派自制之戒。根据规则的严紧程度，戒律可以分成上品戒、中品戒、下品戒；根据戒條的多少，有五戒、想尔九戒、十戒、碧玉真宫大戒规、军佑帝君十戒、老君二十七戒、智慧上品大戒、智慧闭塞六情上品成、智慧度生上品大戒、三洞众戒文、三坛大戒等等。举例如下：
- 初真五戒：不杀生、不偷盗、不邪淫、不妄语、不饮酒，爲清信士所受戒律。又名五戒。[4][5]。

- 初真十戒：
  - 第一戒者，不得不忠不孝，不仁不信，当尽节君亲，推成万物。
  - 第二戒者，不得阴贼潜谋，害物利己，当行阴德，广济群生。
  - 第三戒者，不得杀害含生，以充滋味，当行慈惠，以及昆虫。
  - 第四戒者，不得淫邪败真，秽慢灵气，当守贞操，使无缺犯。
  - 第五戒者，不得败人成功，离人骨肉，当以道助物，令九族雍和。
  - 第六戒者，不得谗毁贤良，露才扬己，当称人之美善，不自优其功能。
  - 第七戒者，不得饮酒食肉，犯律违禁，当调和气性，专务清虚。
  - 第八戒者，不得贪求无厌，积财不散，当行节俭，惠恤贫穷。
  - 第九戒者，不得交游非贤，居处秽杂，当慕胜己，栖集清虚。
  - 第十戒者，不得轻忽言笑，举动非真，当持重寡辞，以道德为务。

- 靈寶天尊說十戒經：
  - 一者不煞(殺)當念眾生；
  - 二者不媱(婬)犯人婦女；
  - 三者不盜取非義財；
  - 四者不欺善惡反論；
  - 五者不醉常思凈行；
  - 六者宗親和睦，無有非親；
  - 七者見人善事，心助歡喜；
  - 八者見人有憂，助為作福；
  - 九者彼來加我，志在不報；
  - 十者一切未得道，我不有望。

- 八戒：一者不得殺生以自活；二者不得淫慾以為悅；三者不得盜他物以自供給；四者不得妄語以為能；五者不得醉酒以恣意；六者不得雜臥高廣大床；七者不得普習香油，以為華飾；八者不得耽著歌舞，以作倡伎。[6]

- 想尔九戒：分上中下三品，共九条。又称老君想尔戒、道德尊经想尔戒，源出《老子道德经想尔注》，爲正一派的主要戒律之一。正一派道长认为，能持上品戒者，可望位登仙班；能持中品戒者，可以延年益寿；能持下品戒者，可以避免夭伤。
  - 上品戒文：行无为，行柔弱，行守雌勿先动。
  - 中品戒文：行无名，行清静，行诸善。
  - 下品戒文：行无欲，行知止足，行推让。

- 正一派四不食：牛，鯉鱔，鸿雁，犬。[7]

- 忌食五辛：生蔥，韭，大蒜，小蒜，葫荽（註：應為興渠。古代誤傳興渠為葫荽[8]）。 [9]